# Herold Jansson
Carl August Herold Jansson (* 13. November 1899 in Kopenhagen; † 23. April 1965 in Frederiksberg) war ein dänischer Turner und Wasserspringer.

## Erfolge
Herold Jansson, der für den Verein Gymnastik- og Svømmeforeningen Hermes turnte, nahm 1920 an den Olympischen Spielen in Antwerpen teil. Bei diesen gehörte er zur dänischen Turnriege im Wettbewerb, der nach dem sogenannten freien System ausgetragen wurde. Dabei traten nur zwei Mannschaften an, die aus 16 bis 40 Turnern bestehen und während des einstündigen Wettkampfs gleichzeitig antreten mussten. Es wurden die Ausführungen der geturnten Übungen an den Geräten bewertet, aber auch der Einmarsch zu Beginn und der Ausmarsch am Ende. Das Gesamtergebnis war ein Durchschnittswert der fünf Kampfrichterwertungen. Dabei kam es zum Duell gegen die einzige andere teilnehmende Turnriege aus Norwegen, die den Wettbewerb mit 48,55 Punkten auf dem zweiten Platz beendete und die Silbermedaille erhielt. Die Dänen entschieden den Wettkampf dagegen mit 51,35 Punkten für sich.
Jansson gewann zusammen mit Georg Albertsen, Viggo Dibbern, Rudolf Andersen, Aage Frandsen, Hugo Helsten, Harry Holm, Robert Johnsen, Christian Juhl, Vilhelm Lange, Svend Madsen, Peder Marcussen, Peder Møller, Niels Turin Nielsen, Steen Olsen, Christian Møller Pedersen, Hans Rønne, Harry Sørensen, Christian Thomas und Knud Vermehren die Goldmedaille und wurde somit Olympiasieger.
1920 startete Jansson außerdem auch im Wasserspringen. Im Turmspringen (3 m und 10 m) belegte er mit 159 Punkten den sechsten Platz unter 22 Teilnehmern. Vier Jahre später in Paris ging er erneut im „Turmspringen einfach“ an den Start. Mit 141 Punkten wurde Jansson in seiner Vorrundengruppe Fünfter und verpasste so den Einzug ins Finale.